# Ciro Pagano
Ciro Pagano (Bologna, 1958) è un musicista, produttore discografico e dj italiano, noto per essere stato membro dei Gaznevada e fondatore dei Datura.
Ha contribuito alla scena new wave italiana e successivamente alla musica techno e dance anni 90.

## Biografia
Ciro Pagano negli anni ’70 inizia a suonare la chitarra e a comporre brani originali. Dopo il liceo scientifico “Enrico Fermi” di Bologna, si iscrive alla Facoltà di Lettere e Filosofia. In questo periodo forma una band di rock progressivo e inizia a esibirsi in rassegne e festival musicali alternativi.
Nel 1976 frequenta Traumfabrik, una casa occupata nel centro di Bologna che diventa un punto di ritrovo per artisti, musicisti, scrittori e fumettisti, tra cui Andrea Pazienza, che si ispira a lui per il personaggio di Massimo Zanardi. Qui nasce il gruppo Centro d’Urlo Metropolitano, che nel 1977 pubblica il brano Mamma Dammi La Benza, considerato un precursore del “rock demenziale”.

### Gaznevada e la scena new wave
Nel 1977 la band si evolve nei Gaznevada, diventando una delle cult band della new wave italiana. Nel 1980 pubblicano Sick Soundtrack, considerato dalla critica un disco fondamentale del genere. Rolling Stone Italia lo inserisce tra i 100 dischi italiani più belli di sempre, mentre nel 2023 la rivista Rumore lo colloca al primo posto tra i 100 album essenziali della new wave e post-punk italiana.
Pagano suona la chitarra in diverse rassegne rock e partecipa come ospite con i Gaznevada nel brano Uffà Uffà di Edoardo Bennato. Nel 1983 compone il brano I.C. Love Affair, che segna una svolta elettronica per la band e diventa un’icona della club culture.
Parallelamente alla musica, partecipa come attore nei film: Si salvi chi vuole (1980) di Roberto Faenza, Dolce Assenza (1986) di Claudio Sestieri, Pirata! Cult Movie (1984) di Paolo Ciaffi Ricagno
Dopo l’album Strange Life (1988), prodotto da Guido Elmi, l’esperienza Gaznevada si conclude.

### Datura e la musica elettronica
Alla fine degli anni ’80 collabora con i Righeira come chitarrista live e avvia un sodalizio con Stefano Mazzavillani, con cui fonda nel 1991 i Datura. La band si distingue nella scena techno-trance e ottiene grande successo negli anni ’90. Nel 1992 riceve il Disco d’Oro per il singolo Yerba del Diablo, seguito da oltre 18 singoli e un album che entrano nelle classifiche italiane e internazionali.
Collabora con diversi artisti, tra cui: Steve Strange, 883, Fiorello, C.S.I., Spagna, Ivan Cattaneo, Billie Ray Martin, Ben Volpelier Pierrot (Curiosity Killed The Cat), Scooter, Gigi D’Agostino, Gabry Ponte
Oltre alla produzione musicale, si occupa di programmi radiofonici e televisivi dedicati agli anni ’90.

### Ritorno ai Gaznevada e attività recenti
Nel 2022 partecipa alla rivisitazione elettronica di Sick Soundtrack, prodotta con Giorgio Lavagna e Marco Bongiovanni, membri storici della band. Con Bongiovanni elabora un live DJ set, esibendosi in location particolari e prestigiose come il D.A.M.S. (Bologna) e il Berghain (Berlino).
Nel 2025 esce il docufilm Going Underground, dedicato alla storia dei Gaznevada.  Il film viene presentato in concorso al SeeYouSound International Music Film Festival, dove si aggiudica il premio Best Documentary – LP Doc.